# Psiadia nigrescens
Psiadia nigrescens là một loài thực vật có hoa trong họ Cúc. Loài này được Humbert miêu tả khoa học đầu tiên năm 1923.